# Elektro-Ł

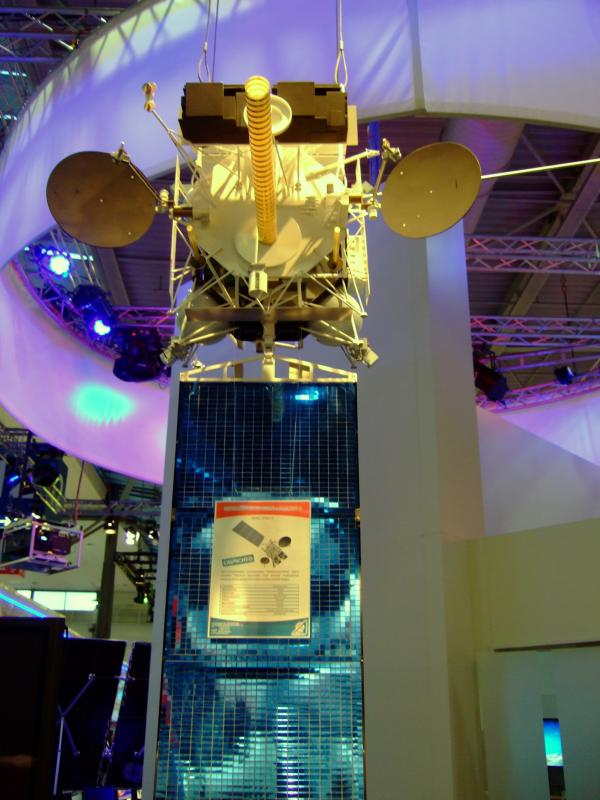
Model satelity Elektro-Ł na targach CeBIT 2011

Elektro-Ł (GOMS-2) – druga generacja rosyjskich geostacjonarnych satelitów meteorologicznych.
Do zadań satelitów należy:
- Wykonywanie zdjęć powierzchni Ziemi do celów hydrologicznych i meteorologicznych, w tym zdjęć pokrywy chmur
- Zbieranie danych pomiarowych dotyczących heliosfery, jonosfery i magnetosfery
- Odbieranie wezwań ratunkowych w systemie Cospas-Sarsat

## Budowa satelity
Element satelitarny systemu tworzą satelity budowane przez Stowarzyszenie Naukowo-Produkcyjne Siemiona A. Ławoczkina, w oparciu o firmową platformę Nawigator.
Pojedynczy statek ma masę startową ok. 1740 kg, pusty 1620 kg, w tym 435 kg ładunku użytecznego. Stabilizowany jest trójosiowo z dokładnością powyżej 0,05º i dryfem kątowym <0,0005º/s.
Wydajność paneli ogniw słonecznych, przy końcu trwania misji (10 lat), wynosi 1700 W. Średnie zużycie energii, ok. 700 W.
Satelity przenoszą odbiorniki systemu wezwań ratunkowych Cospas-Sarsat.

### Łączność
Przesyłanie danych na Ziemię odbywa się w paśmie X (7,5 GHz) z prędkością 2,56-15,36 Mbps, lub w paśmie S (1,7 GHz), gdy przesyłane do satelitów pośredniczących. Bezpośrednie wysyłanie z Ziemi odbywa się na częstotliwości 400 MHz lub przez satelity pośredniczące, na częstotliwości 470 MHz.
Satelita odbiera gotowe produkty hydro-meteorologiczne w paśmie X (8,2 GHz) i przekazuje je do odbiorców w paśmie S (1,7 GHz), w formatach HRIT, LRIT i WEFAX
Satelita pośredniczy w wymianie danych między regionalnymi centralami hydrologiczno-meteorologicznymi na falach pasma X (7,5 i 8,2 GHz), z prędkościami do 15,36 Mbps
Komunikaty ratownicze Cospas-Sarsat odbierane są na częstotliwości 406 MHz i retransmitowane na częstości 1,54 GHz.

### Instrumenty
- MSU-GS (masa 106 kg, zużycie energii ≤ 150 W)

Dziesięciokanałowy radiometr zbudowany przez Federal State Unitary Enterprise przy Rosyjskim Instytucie Naukowym Inżynierii Urządzeń Kosmicznych (ros. RNIIKP). Prowadzi pomiary światła odbitego od Ziemi, temperatury jasnościowej i wilgotności troposfery. Kąt widzenia przyrządu wynosi 20±0.5º × 20±0.5º. Stosunek sygnału do szumu ≥200, dla zakresu widzialnego i bliskiej podczerwieni.
| Pasmo | Rozpiętość widmowa (FWHM) [µm] | Rozdziel. przestrzenna [km] | NEDT przy 300K | Zastosowanie                                                 |
| ----- | ------------------------------ | --------------------------- | -------------- | ------------------------------------------------------------ |
| VNIR  | 0,5-0,65 0,65-0,80 0,8-0,9     | 1                           |                | Zdjęcia pokrywy chmur (pasmo odbijanego światła słonecznego) |
| MWIR1 | 3,5-4,0                        | 1                           | 0,8            | Zdjęcia nocne i pokrywy chmur                                |
| MWIR2 | 5,7-7,0 7,5-8,5 8,2-9,2        | 4                           | 0,4 0,1-0,2    | Para wodna                                                   |
| TIR1  | 9,2-10,2 10,2-11,2             | 4                           | 0,1-0,2        | Temperatura powierzchni morza i para wodna                   |
| TIR2  | 11,2-12,5                      | 4                           | 0,1-0,2        | Temperatura powierzchni morza i para wodna                   |

- GGAK-E (masa 50 kg, zużycie energii 50 ~W)

Zespół instrumentów i eksperymentów heliogeofizycznych:
- - SKIF-6 - spektrometr promieniowania korpuskularnego
  - SKL-E - spektrometr słonecznego promieniowania kosmicznego
  - GALS-E - detektor galaktycznego promieniowania kosmicznego
  - ISP-2M - miernik stałej słonecznej
  - VUSS-E - miernik słonecznego promieniowania ultrafioletowego
  - DIR-E - detektor strumienia słonecznego promieniowania rentgenowskiego
  - FM-E - magnetometr trójosiowy
- Geostationary Search & Rescue (GEOS&R)

Urządzenie odbiorczo-nadawcze systemu powiadamiania ratunkowego Cospas-Sarsat:
- - dwa niskoszumowe wzmacniacze 406 MHz (współdzielone z innymi urządzeniami satelity)
  - dwa odbiorniki 406 MHZ z podwójną konwersją
  - dwa nadajniki 1,5 GHZ o mocy 4 W, z modulacją fazy
  - antena odbiorcza 406 MHz
  - antena nadawcza 1544,5 MHz

## Lista satelitów
- Elektro-Ł 1 – start 20 stycznia 2011
- Elektro-Ł 2 – start 11 grudnia 2015[2]
- Elektro-Ł 3 – start 24 grudnia 2019
- Elektro-Ł 4 – start 5 lutego 2023